# Hvade
Hvade (hangul: 화대군, Hvade-kun, handzsa: 花臺郡, RR: Hwadae-kun, ’virágos magaslat’) megye Észak-Koreában, Észak-Hamgjong (Hamgyŏng) tartományban.
A megye egy ideig Kogurjo (Koguryŏ) része volt, majd Palhe (Parhae) idején Tonggjong-jongvonbu (Tonggyŏng-yongwŏnbu) közigazgatása alá tartozott. Története 1952-es leválasztásáig megegyezik Kildzsu (Kilju) történetével.

## Földrajza
Északról Mjongcshon (Myŏngch'ŏn) megye, keletről a Japán-tenger (Koreában „Keleti-tenger”), délnyugatról pedig Kim Cshek (Kim Ch'aek)-város és Kildzsu (Kilju) megye határolja.
Legmagasabb pontja a 877 méter magas Komdokszan (곰덕산
, Komdŏksan).

## Közigazgatása
1 községből (up (ŭp)) és 20 faluból (ri (ri)) áll:
| - Hvade-up (화대읍; 花臺邑, Hwadae-ŭp) - Kjohjang-ri (교향리; 橋鄕里, Kyohyang-ri) - Kumszong-ri (금성리; 錦城里, Kŭmsŏng-ri) - Rjongvon-ri (룡원리; 龍原里, Ryongwŏn-ri) - Rjongpho-ri (룡포리; 龍浦里, Ryongp'o-ri) - Mokcsin-ri (목진리; 木津里, Mokchin-ri) - Muszudan-ri (무수단리; 舞水端里, Musudan-ri) - Pullo-ri (불로리; 不老里, Pullo-ri) - Szapho-ri (사포리; 泗浦里, Sap'o-ri) - Szokszong-ri (석성리; 石城里, Sŏksŏng-ri) - Szokhjon-ri (석현리; 石峴里, Sŏkhyŏn-ri) | - Szongdong-ri (송동리; 松洞里, Songdong-ri) - Jangcshon-ri (양촌리; 楊村里, Yangch'on-ri) - Csaga-ri (자가리; 自佳里, Chaga-ri) - Csangdok-ri (장덕리; 長德里, Changdŏk-ri) - Csongmun-ri (정문리; 旌門里, Chŏngmun-ri) - Csui-ri (주의리; 周儀里, Chuŭi-ri) - Csungszan-ri (증산리; 甑山里, Chŭngsan-ri) - Cshangcshon-ri (창촌리; 倉村里, Ch'angch'on-ri) - Thovon-ri (토원리; 土垣里, T'owŏn-ri) - Haphjong-ri (하평리; 荷坪里, Hap'yŏng-ri) |

## Gazdaság
Hvade (Hwadae) megye gazdasága mezőgazdaságra, gyümölcstermesztésre és textiliparra épül.

## Oktatás
Hvade (Hwadae) megye egy mezőgazdasági főiskolának, 29 általános iskolának és kb. 20 középiskolának ad otthont.

## Egészségügy
A megye ismeretlen számú egészségügyi intézménnyel rendelkezik, köztük két saját kórházzal.

## Közlekedés
A megye közutakon a szomszédos helységek felől közelíthető meg, vasúti kapcsolattal nem rendelkezik, ellenben a keleti partvidék hajójáratokkal megközelíthető.